# Amblypodia ramosa
Amblypodia ramosa är en fjärilsart som beskrevs av Evans 1925. Amblypodia ramosa ingår i släktet Amblypodia och familjen juvelvingar. Inga underarter finns listade i Catalogue of Life.